# Reich von Paris
|  | Dieser Artikel oder Abschnitt wurde wegen inhaltlicher Mängel auf der Qualitätssicherungsseite des Projekts Germanen eingetragen. Dies geschieht, um die Qualität der Artikel aus diesem Themengebiet auf ein akzeptables Niveau zu bringen. Bitte hilf mit, die Mängel dieses Artikels zu beseitigen, und beteilige dich an der Diskussion! |

Das Reich von Paris war in der Zeit von 511 bis 592 eines der vielen fränkischen Teilreiche, wie so viele, die durch die üblichen Erbteilungen der Merowinger entstanden sind. Konnten aber Austrasien, Burgund und Neustrien eine eigene Identität aufbauen, so gelang dies Paris und dem Teilkönigreich Orleans nicht.
Der erste König Childebert starb ohne Nachwuchs, so dass der einzige überlebende Sohn von Chlodwig I., Chlothar I. den Reichsteil übernahm. Sein Sohn Charibert erhielt nach seinem Tod dann das Teilkönigreich. Dieser lebte aber nur sechs weitere Jahre, so dass seine überlebenden drei Brüder sich für eine gemeinsame Verwaltung von Paris entschieden, das unter ihrem Großvater Chlodwig immerhin Hauptstadt des Reiches war.
Nachdem aber Chilperich 575 endgültig Sigibert besiegt hatte, beendete er das Kondominium zwangsweise und verleibte Paris in sein Reich ein. 

Die Aufteilung des Frankenreichs nach Chlodwigs Tod

## Könige von Paris
- 511–558 Childebert I.
- 558–561 Chlothar I. (in Personalunion)
- 561–567 Charibert I.
- 567–575 Kondominium von Sigibert I., Guntram I. und  Chilperich I.
- 575–584 Chilperich I.
- 584–592 Guntram I. (in Personalunion)